# 海右博物馆
海右博物馆，坐落在山东省青岛市市北区的一座古字画专业民营博物馆，由实业家、收藏家赵敦玲投资创办。

## 历史
2019年5月18日，适逢国际博物馆日，海右博物馆在山东青岛中央商务区正式开馆，该馆取名于山东省的别称“海右”，馆址为市北区连云港路9号。该馆除日常展览外，还举办书画交流、文创衍生等形式的活动。

## 展览
展馆面积2100多平方米，展线长260米，分《古今寿屏止观》《孔子故里墨宝遗存》《青岛世纪墨宝荟萃》《状元翰林书法佳作真迹》四个展览系列，共展出有历代书画千余件，均为馆长赵敦玲的私人收藏。《古今寿屏止观》系列展示了该馆馆藏的清朝及民国时期的一些寿屏作品，寿屏是旧时官宦、富贵之家举行贺寿仪式时送给寿主的礼物，不仅是中国古代孝道文化的载体和典型代表，而且具有文学、书法艺术，甚至史料价值。《孔子故里墨宝遗存》系列集合展出了67代衍圣公孔毓圻、75代衍圣公孔祥珂、76代衍圣公孔令贻、77代衍圣公孔德成以及亚圣、复圣后裔的百余幅书画作品。《青岛世纪墨宝荟萃》系列曾于2012年在青岛市博物馆展出，展品中有清朝遗老刘廷琛、王垿、吴郁生，民国时期宋怡素、丁佛言以及多位现代书画家的作品。
该馆展陈中年代最久远的文物为在门口用玻璃展柜展出的明正德六年五彩圣旨，该圣旨的内容是对礼部尚书石珤及其妻室的封赠。

## 参观
海右博物馆向社会免费开放。